# North of Scotland Championships
Die North of Scotland Championships waren offene internationale Meisterschaften im Badminton in Schottland. Sie waren eines der bedeutendsten internationalen Badmintonturniere in Schottland. Mit der Ausbreitung des Badmintonsports über alle Kontinente verloren die Titelkämpfe in den 1970er Jahren an internationaler Bedeutung, wurden jedoch auf nationaler Ebene fortgesetzt.

## Sieger
| Saison | Herreneinzel      | Dameneinzel   | Herrendoppel                  | Damendoppel                      | Mixed                        |
| ------ | ----------------- | ------------- | ----------------------------- | -------------------------------- | ---------------------------- |
| 1950   | Wong Peng Soon    |               |                               |                                  |                              |
| 1952   | Alastair Russell  | Tonny Ahm     | James C. Mackay Donald Ross   | Tonny Ahm E. Wadsworth           | Ken Diplock Tonny Ahm        |
| 1966   |                   |               | Punch Gunalan                 |                                  |                              |
| 1968   | Sture Johnsson    | Eva Twedberg  | Roger Powell David Eddy       | Helen Kelly Muriel Woodcock      | Mac Henderson Mary Thompson  |
| 1970   | Wolfgang Bochow   | Margaret Beck | Roger Powell David Eddy       | Irmgard Latz Marieluise Wackerow | Fraser Gow Christine Evans   |
| 1987   | Anthony Gallagher | Elinor Allen  | Gordon Hamilton Neil Hedenton | Elinor Allen Jennifer Allen      | Gordon Hamilton Elinor Allen |
| 1989   | Anthony Gallagher | Elinor Allen  | Kenny Middlemiss Dan Travers  | Aileen Nairn Anne Gibson         | Dan Travers Aileen Nairn     |